# NGC 77
NGC 77 (również PGC 1290) – galaktyka eliptyczna (E-S0), znajdująca się w gwiazdozbiorze Wieloryba. Odkrył ją Frank Muller w 1886 roku.